# LBG-2377
Der Galaxienhaufen LBG-2377 ist eine Ansammlung von Galaxien.
Die Entfernung zur Erde liegt bei 11,4 Milliarden Lichtjahren.

## Entdeckung
LBG-2377 wurde während der Entstehungsphase im Jahr 2008 von Astronomen der University of California in Irvine, Kalifornien entdeckt.

## Theorien zur Entstehung
Vermutlich sind zwei frühere Galaxiengruppen miteinander kollidiert und sollten daher die Galaxiengruppe LBG-2377 gebildet haben.